# Tropidopsiomorpha tropica
Tropidopsiomorpha tropica là một loài ruồi trong họ Tachinidae.